# Xã Shawnee, Quận Cape Girardeau, Missouri
Xã Shawnee (tiếng Anh: Shawnee Township) là một xã thuộc quận Cape Girardeau, tiểu bang Missouri, Hoa Kỳ. Năm 2010, dân số của xã này là 3.910 người.